# Ээнекоски
Э́энекоски (фин. Äänekoski) — город в Средней Финляндии на берегу озера Кейтеле.

## Экономика
Существовавший в городе лесопромышленный концерн М-Реал в конце 2011 года прекратил производство мелованной бумаги на своём комбинате и перевёл производство в Швецию, в связи с чем около 170 человек потеряли свою работу.
В период 2015—2017 годов лесопромышленный концерн Metsä Group запланировал построить биотехнический завод на месте нынешнего целлюлозного завода, инвестировав в реконструкцию 1,1 миллиарда евро и наладив производство целлюлозы, биотоплива, а также различных биоматериалов. Министр экономического развития Ян Вапаавуори назвал планы Metsä Group «самой позитивной новостью в финской экономике за много лет».
В городе также находится один из заводов компании Valio.

## Население
| Год       | 2010   | 2011     | 2012     |
| --------- | ------ | -------- | -------- |
| Население | 20 251 | ↗ 20 332 | ↗ 20 360 |

## Политика
| Партия                        | Результаты выборов 2008 | Места |
| ----------------------------- | ----------------------- | ----- |
| Социал-демократическая партия | 29,6 %                  | 13    |
| партия центра                 | 21,1 %                  | 9     |
| Левый альянс                  | 18,1 %                  | 8     |
| Национальная коалиция         | 9,1 %                   | 4     |
| Христианские демократы        | 7,9 %                   | 3     |
| Истинные финны                | 6,8 %                   | 3     |
| Зеленая лига                  | 6,5 %                   | 3     |

## Города побратимы
- Эрншёльдсвик, Швеция
- Бранде, Дания
- Сигдал, Норвегия
- / Алушта, Крым[12]
- Боровичи, Новгородская область, Россия
- Сестрорецк, Россия